# 大内貴仁
大内 貴仁（おおうち たかひと）は、日本のアクション監督、スタント・コーディネーター、スタントマンである。日本のアクションチームであるA-TRIBE代表。

## 来歴
1976年、大阪・堺市に2人兄妹の長男として生まれる。小学生から空手を習っていた。高学年で初段をとって黒帯になるも中学では野球に転向。大阪体育大学浪商高等学校でレスリングを始め、近畿で準優勝になるなど、その後大阪体育大学での4年間を含め7年間励んだ。常に予想しないタイミングで投げられることが多いレスリングでは咄嗟に身を守る受け身が重要になる。この受け身に対する自信は、のちにやったこともないアクロバットの練習をする際にも怖がらずにチャレンジするのに役立ったという。
実はそれほどアクション映画フリークというわけでもなかったがジャッキー・チェンに憧れ、彼の『酔拳2』が一番好きなアクション映画だった大内は、大学を卒業後、内定していた会社に就職せず合格していた有名アクションクラブにも入らず、23歳で、アクションの経験やツテもなく英語も喋れないまま、スタントマンを目指して香港に単身渡航。香港のタウンページのような電話帳をもとに手当たり次第に仕事がないかと連絡をした。
当然いい返事はもらえなかったが、同時に日本人向けのフリーペーパーに、「スタントマンになるために日本から来ました。アクションも未経験で、まだ言葉もできません。何か情報をください」と広告を出したことがきっかけで、日本語を話せるひとりの香港人が親身に手伝ってくれるようになり、広東語を独学で学びながら、エキストラをすることができたという。そして運よくアクションのある現場についた際も、言葉も通じないなか何度も怒られながら見よう見まねで演じた。
香港滞在ビザは3カ月。しかし最初の渡航でアクション撮影の現場に立つことができた大内は、諦めることなく繰り返し香港へ渡った。しかし当時の香港はすでに中国返還後で撮影はほぼ中国大陸へと移行していた時期であり、声のかからない時はカンフー道場に通い、ネットカフェで観たアクション映画の動画で覚えた技や、特技を持たなければと「エクストリーム・マーシャルアーツ」やブレイクダンスの技を取り入れたアクションを公園で練習した。
そんななかジャッキー・チェンのスタントを何度も務めた著名カーアクション監督のブルース・ロウと出会う機会に恵まれる。そして、最初に香港に来た時に送った日本人からのファックスを覚えていたロウからジャッキーのCM撮影に誘われた。
そこで憧れのジャッキーの目の前で彼のスタンドイン（スタントではなく、スタンドイン）を任され、ワイヤーを使い壁を登ったりポーズを取ったり、後から思えばそれほど難しい事ではなかったはずなのに、ガチガチに緊張したことを覚えているという。しかしこの体験こそが、何度も諦めかけた自らを鼓舞し、もう少し頑張ってみようという大きな分岐点になったと述懐している。
日本に帰国後も、仲間を集めて公園でのスタント練習を続け、それがアクションチームA-TRIBEへと繋がった。会社形態にはせずあくまでもフリーランス集団としてのチームである。自身もスタントマンとして活動しながら、アクション監督・谷垣健治のもとでスタントコーディネーターや、香港のアクション俳優でアクション監督であるドニー・イェンの作品において、スタントダブルを務め、アクション設計にも携わるなどキャリアを積んだ。
2010年には『SP THE MOTION PICTURE 野望篇』、続く『SP THE MOTION PICTURE 革命篇』でアクション監督を担当。2015年日本テレビで放映された「EXILE TRIBE」の総合エンタテンメントプロジェクトの一環であるドラマ『HiGH&LOW〜THE STORY OF S.W.O.R.D.〜』 第1シーズンでは、第4回ジャパンアクションアワードのベストアクション作品賞、第6話「RUDE BOYS」でベストアクションシーン賞、大内個人もベストアクション監督賞を受賞。翌年公開の映画『HiGH&LOW THE MOVIE』でもアクション監督を務めた。
香港映画では、ドニー・イェン主演作『燃えよデブゴン TOKYO MISSION』（2020年、日本公開は2021年1月）でアクション監督を務めた。これは、大内に対するドニーの信頼が厚いためであり、同作の製作時にドニーは途中からアクションの流れを基本的に全て大内に任せるようになっていったと、同作監督の谷垣健治が語っている。

## おもな作品

### アクション監督
- SP THE MOTION PICTURE 野望篇（2010年）
- SP THE MOTION PICTURE 革命篇（2011年）
- BOSS 2ndシーズン（2011年・TVドラマ）
- 黒執事（2014年）
- 三代目 J Soul Brothers from EXILE TRIBE MV S.A.K.U.R.A.（2014年）
- 劇場版 魔法少女まどか☆マギカ 新編 叛逆の物語 少女たちは戦い続けなければ 乃木坂46（2014年・CM）
- オカダ・カズチカ 10 Years Anniversary DVD（2015年・オリジナルミニドラマ）
- 問題のあるレストラン（2015年・ドラマ）
- HiGH&LOW〜THE STORY OF S.W.O.R.D.〜 第1シーズン（2015年・ドラマ）
- HiGH&LOW THE MOVIE（2016年)
- DOBERMAN INFINITY MV「Do or Die」（2016年)
- ACE OF SPADES feat.登坂広臣 MV「SIN」（2016年)
- GENERATIONS from EXILE TRIBE MV「RUN THIS TOWN」（2016年)
- 三代目J Soul Brothers from EXILE TRIBE MV「MUGEN ROAD」（2016年)
- HiGH&LOW THE MOVIE2/END OF SKY（2017年）
- 亜人 (2017年)
- HiGH&LOW THE MOVIE3/FINAL MISSION（2017年）
- HiGH&LOW THE WORST（2019年）
- HiGH&LOW THE WORST EPISODE.0（2019年）
- 6 from HiGH&LOW THE WORST（2020年）
- 燃えよデブゴン TOKYO MISSION（原題：肥龍過江）（2020年、日本公開：2021年1月）
- はたらく細胞（2024年）
- プロセキューター（原題：誤判）（2024年、日本公開：2025年9月)

### スタントコーディネーター
- カクトウ便（2007年）
- リアル鬼ごっこ（2008年）
- 抜け忍（2009年）
- カムイ外伝（2009年）
- Dr.検事モロハシ（2012年・ドラマ）
- るろうに剣心（2012年)
- 猿飛三世（2012年・ドラマ）
- スペシャルID 特殊身分（2013年、アシスタント・スタントコーディネーター・）
- 終電バイバイ （2013年・ドラマ）
- ガリレオ 第2シーズン（2013年・ドラマ）
- 真夏の方程式（2013年・ドラマ）
- るろうに剣心 京都大火編 / 伝説の最期編（2014年）
- 破門 (疫病神シリーズ)（2015年・ドラマ）
- 大師兄（原題・2018年）
- 実写版『幽☆遊☆白書』（2023年・Netflix）

### スタント
- 導火線 FLASH POINT（2007年）
- カクトウ便（2007年）
- リアル鬼ごっこ（2008年）
- カムイ外伝（2009年）
- 孫文の義士団（2009年）
- 新・闇武者　魔道封印（2010年）
- 捜査官X（2011年）
- 猿飛三世（2012年・ドラマ）
- スペシャルID 特殊身分（2013年）